# Chemin de l'Église-de-Montaudran
Pour les articles homonymes, voir Chemin de l'Église-de-Lalande.
Le chemin de l'Église-de-Montaudran (en occitan : camin de la Gleisa de Montaudran) est une voie de Toulouse, chef-lieu de la région Occitanie, dans le Midi de la France.

## Situation et accès

### Description
Le chemin de l'Église-de-Montaudran est une voie publique. Il se trouve au cœur du quartier de Montaudran. Il correspond à l'ancien chemin vicinal no 84.
La chaussée compte, entre la route de Revel et le chemin de Bitet, une voie de circulation automobile dans chaque sens, puis, au-delà une seule voie de circulation à double-sens. Elle appartient à une zone 30 et la vitesse y est limitée à 30 km/h. Il n'existe pas d'aménagement cyclable.

### Voies rencontrées
Le chemin de l'Église-de-Montaudran rencontre les voies suivantes, dans l'ordre des numéros croissants (« g » indique que la rue se situe à gauche, « d » à droite) :
1. Route de Revel
2. Chemin de Bitet (g)
3. Impasse de Bitet (d)
4. Rue Lafaurie (d)
5. Avenue Marcel-Dassault - accès piéton

### Transports
Le chemin de l'Église-de-Montaudran est parcouru dans sa première partie, entre la route de Revel et le chemin de Bitet, par la ligne de Linéo L8. Le long de la route de Revel se trouvent également les arrêts de la ligne de Linéo L9. Elle débouche, à l'ouest, sur la place de l'Ormeau, au carrefour de l'avenue Jean-Rieux et de l'avenue Antoine-de-Saint-Exupéry, où sera créée en 2028 la station du même nom, sur la future ligne de métro . À l'est, le chemin de l'Église-de-Montaudran aboutit à l'avenue Marcel-Dassault, parcourue par la ligne de bus 37.
La station de vélos en libre-service VélôToulouse la plus proche est la station no 200 (face 345 avenue Jean-Rieux).

## Odonymie
Le chemin portait déjà ce nom au XVIIe siècle. Il lui vient de l'église Saint-Étienne, église de la paroisse de Montaudran, à laquelle il aboutit. La rue Lafaurie, voisine, fut aussi connue comme le petit-chemin de l'Église-de-Montaudran jusqu'en 1947.

## Patrimoine et lieux d'intérêt

### Église Saint-Étienne de Montaudran
La première église de Montaudran aurait été consacrée en 1199. Elle est placée sous l'invocation de saint Étienne – la cure relève d'ailleurs du chapitre canonial de la cathédrale Saint-Étienne. Le bâtiment actuel est construit au XIVe siècle et est en partie reconstruit à la fin du XVIIe siècle. Il est rénové en 1999.
L'édifice est, malgré les modifications successives, représentatif du style gothique méridional. Les murs sont soutenus de hauts contreforts. À l'ouest, le clocher-mur est un exemple précoce de ce type toulousain. Il est percé de trois ouvertures voûtées en plein cintre qui abritent les cloches. Au sud, le porche de style néogothique, aménagé au XIXe siècle, remplace le portail primitif qui se trouvait à l'ouest. Bâti en brique claire, il est voûté en ogive et mis en valeur par plusieurs voussures. Il est couronné par un gable orné de choux et surmonté d'une croix sculptée en pierre. La porte donne accès à un vestibule qui mène à la nef. Celle-ci compte trois travées voûtées d'ogives. Dans la troisième travée s'ouvrent deux chapelles latérales. Le chevet plat accueille un imposant retable de style baroque. Il s'organise autour d'un tableau représentant la Crucifixion de la fin du XVIIe siècle.
- no  45 : presbytère (deuxième moitié du XIXe siècle)[5].

### Cimetière de Montaudran
Le cimetière de Montaudran s'étend à l'est et au nord de l'église Saint-Étienne sur une superficie d'environ 27 500 m2. En 2020, il affiche un taux d'occupation de seulement 50 %.
Le cimetière est accessible par trois entrées, sur le parvis de l'église Saint-Étienne et sur le chemin de l'Église-de-Montaudran. Il est séparé de la rue par un mur de clôture bâti en assises alternées de briques et de galets. Il est, depuis 2017, géré par Toulouse Métropole.

### Œuvres publiques

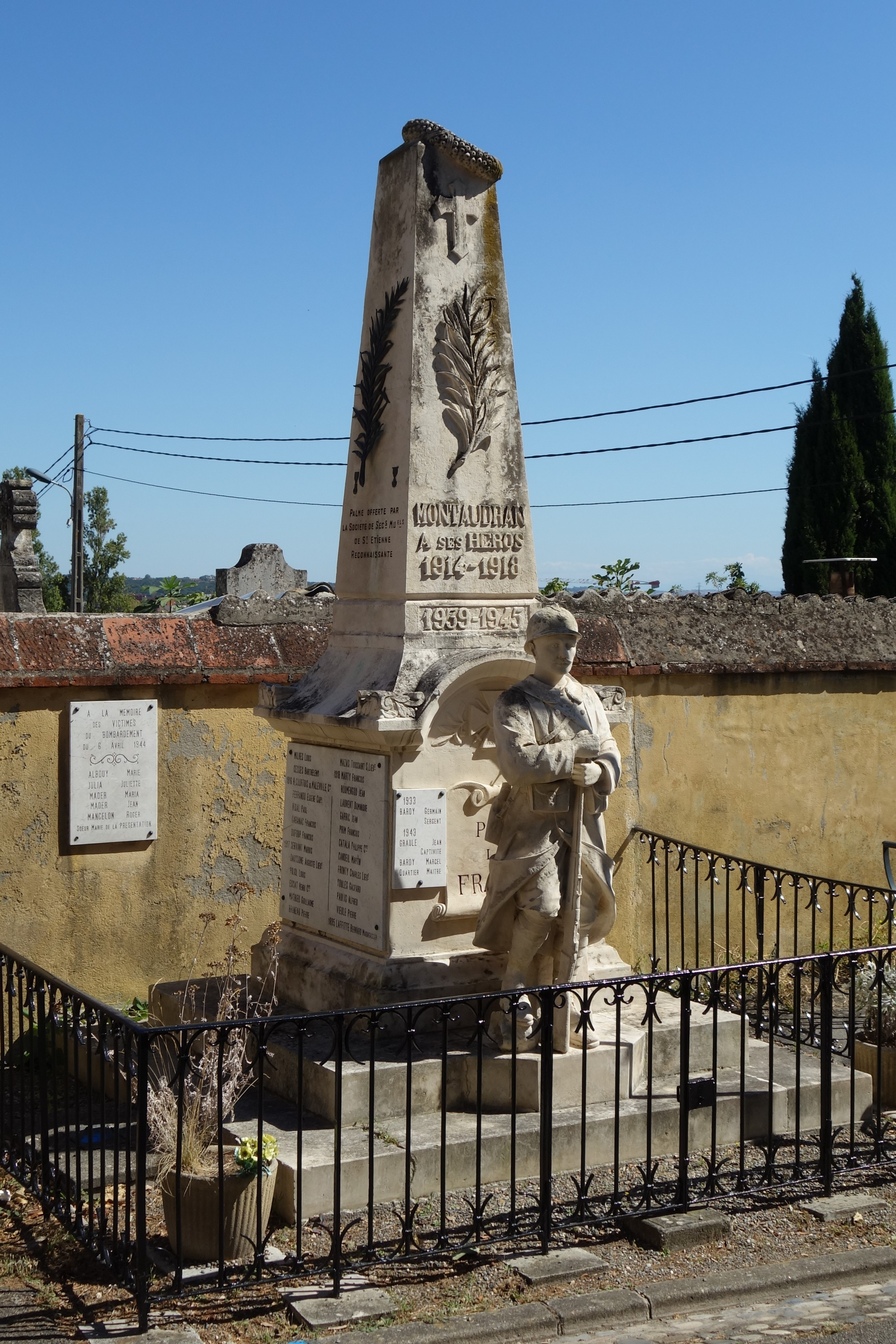
Monument aux morts de Montaudran.

- monument aux morts du quartier de Montaudran.
Le monument aux morts de Montaudran est construit à la suite d'une souscription lancée en 1919 et inauguré le 18 décembre 1921. Il est entouré d'une grille en fer. Il se compose d'un obélisque et d'une statue sculptés en pierre. L'obélisque se dresse sur un piédestal sur lequel sont posées de plaques de marbre blanc gravées des noms des soldats morts pendant la Première Guerre mondiale – ainsi que le nom d'un soldat de l'expédition de Madagascar. L'obélisque porte un décor sur trois côtés : le côté de face est sculpté d'une croix, d'une palme et d'une inscription en relief (« Montaudran / À ses héros / 1914-1918 » et, en dessous, « 1939-1945 »), tandis que les côtés latéraux portent des palmes et des médailles, ornements rapportés en fonte. L'obélisque est surmonté d'une couronne mortuaire. En avant de l'obélisque, la statue représente un poilu : debout, il porte son uniforme et son équipement – manteau « bleu horizon », pantalon et bandes molletières, casque Adrian, étui musette, cartouchières ventrales. Il veille, s'appuyant sur son fusil de type Lebel, le pied droit écrasant  un casque à pointe allemand[7].

- calvaire.
Le calvaire s'élève face à l'entrée principale de l'église Saint-Étienne. Il est érigé à la suite de la mission de 1896. Le piédestal en brique porte une plaque en fonte, gravée de plusieurs inscriptions dont la locution latine O Crux ave, spes unica. Il est surmonté d'une représentation de la crucifixion.

### Parc de Montaudran
Le parc de Montaudran, vaste de 12 000 m2, se trouve au carrefour de la route de Revel et du chemin de Bitet. Il est équipé d'une aire de jeux pour enfants. 